# Dinurothrips hookeri
Dinurothrips hookeri är en insektsart som beskrevs av Ian A. Hood 1913. Dinurothrips hookeri ingår i släktet Dinurothrips och familjen smaltripsar. Inga underarter finns listade i Catalogue of Life.